# 岩井コスモ証券
岩井コスモ証券株式会社（いわいコスモしょうけん、英語：Iwai Cosmo Securities Co., Ltd.）は、大阪府大阪市中央区今橋に本社を置く証券会社で、岩井コスモホールディングスの完全子会社。岸和田市発祥の地場証券である岩井証券が、経営不振に陥っていたコスモ証券を買収する形で合併した。藍澤證券、いちよし証券、極東証券、水戸証券、丸三証券、東洋証券と並ぶ、中堅証券会社に位置づけられる。

## 概要
発足当初の本社は大阪市東区本町であり、その後は大阪市中央区北浜にあった。コスモ証券の前身の株式会社野村商店（創業者・野村徳七）は、大和銀行の源流の一つでもあった為、一時期はりそな銀行と親密であった。経営危機に陥る前の1992年までは、日本生命が株主筆頭だった。
経営危機に陥った1993年に、顧客に利回り保証を行う「飛ばし」事件で経営危機（債務超過）に陥ったため、大和銀行の傘下となる。この問題で、証券取引等監視委員会はコスモ証券の経営破綻で明るみに出た別の「飛ばし」問題で行政処分を初勧告した。この当時は、銀行・証券・生損保それぞれが縦割り行政の時代であり、銀行による証券会社の子会社化（またはその逆など）は認められていなかったが、当時の大蔵省が特例として、大和銀行がコスモ証券の発行済株式の過半数を取得して救済することを認めたため、倒産の危機を免れた。2004年3月26日から4月15日に行われたCSK（現：SCSK）による株式公開買い付け（TOB）に賛同し、同社が株式の50.0%を取得し、子会社となった。2008年8月1日には、CSKホールディングスとの間で株式交換を行い、同社の完全子会社となった。その後、2010年4月に岩井証券の完全子会社となる。
2012年5月1日に岩井証券(2代目法人)を吸収合併（存続社・コスモ証券）し、'岩井コスモ証券'株式会社に商号変更した。前身のコスモ証券と大輪会の中核企業・りそな銀行がともに野村財閥系であることから、大輪会の会員企業である。

## 沿革
- 1917年（大正6年）12月18日 - 株式会社野村商店設立（現・岩井コスモ証券の登記上の設立年度である）。
- 1924年（大正13年）7月 - 株式会社大阪屋商店に商号変更（書籍販売の大阪屋等とは関連ない）。
- 1943年（昭和18年）3月 - 大阪屋證券株式会社に商号変更。
- 1953年（昭和28年）8月 - 日出証券株式会社を吸収合併。
- 1979年（昭和54年）5月 - 東京証券取引所、大阪証券取引所各2部に上場。
- 1981年（昭和56年）3月 - 東京証券取引所、大阪証券取引所各1部へ指定替え。
- 1986年（昭和61年）2月 - コスモ証券株式会社に商号変更。
- 1990年（平成2年）12月 - 名古屋証券取引所1部に上場。
- 1993年（平成5年）9月 - 大和銀行の子会社となる。
- 2004年（平成16年）9月 - CSKの子会社になる。
- 2007年（平成19年） - 一任勘定取引であるSMA（ラップ口座）の取り扱いを開始。
- 2008年
  - 7月 - 東京証券取引所・大阪証券取引所・名古屋証券取引所において上場廃止となる。
  - 8月1日 - 株式交換によりCSKホールディングスの完全子会社になる。
- 2009年（平成21年）3月 - 津山証券（現・中銀証券）の保有全株式を中国銀行に売却。
- 2010年（平成22年）
  - 4月 - （旧）岩井証券（現・岩井コスモホールディングス）の完全子会社となる。
  - 7月 - 持株会社化により、岩井コスモホールディングス（岩井証券が商号変更）の完全子会社となる。
- 2012年（平成24年）5月1日 - （新）岩井証券を吸収合併（存続社・コスモ証券）して、岩井コスモ証券株式会社に商号変更。

## エピソード等
- 笹川良一がスカウトした社長の畠中平八は、数々の仕手戦を繰り返し、中山製鋼所事件において采配をふるった。
- 北浜の本社にあったコスモ証券ホールは、前身の大阪屋証券ホール時代から落語会の会場として知られた（現在は閉鎖）。大阪屋証券ホール時代には、地元局の毎日放送（MBSラジオ）が定期的に上方落語の公開収録を実施。プロ野球のオフシーズンに、大阪屋證券の1社提供・柏木宏之（同局アナウンサーの司会）で、『ザ・上方寄席　お笑い独演会』として放送した。

## 不祥事
顧客への投資信託の販売の際に、手数料目当てに短期間で別商品に乗り換えさせる、いわゆる「回転売買」を繰り返していたことが判明し、東京証券取引所は2010年3月16日に、コスモ証券を戒告処分とした。また、この件に関連して、大阪市在住の63歳の女性や、京都市在住の78歳の男性が、回転売買で損害を受けたとして、コスモ証券を相手取り、計約1,400万円の損害賠償を求め、大阪・京都両地裁にそれぞれ訴訟を起こした。

## 提供番組
現在・岩井コスモ証券から
- ゴルフ交遊抄（BSジャパン）※2016年4月より
- サントリー1万人の第九（MBS制作・TBS・CBC・RKB・HBCほか）※2015年より
- BSフジLIVE プライムニュース（BSフジ）※2023年10月より

過去に、在阪テレビ局制作の全国ネットのテレビ番組のスポンサーでもあった。その他には在京テレビ局の全国ネットのテレビ番組のスポンサーを務めた事がある。以下はコスモ証券時代。
- NNNきょうの出来事（日本テレビ・隔日）
- NNN朝のニュース（日本テレビ）
- いい旅・日本（TBS）
- 素敵にドキュメント（ABC制作・テレビ朝日系列） など